# Orange Wave
Die Orange Wave  ist ein Fruchtsafttanker der Reederei Atlanship S. A., La Tour-de-Peilz, der an Deck Container transportieren kann.

## Geschichte
Das Schiff wurde 1992/93 von der norwegischen Bauwerft Sterkoder in Kristiansund gebaut und abgeliefert. Er wurde von der Reederei Atlanship unter der liberianischen Flagge 1993 in Dienst gestellt. 

## Schiffsbeschreibung
Der langsamlaufende Zweitakt-Fünfzylinder-Dieselmotor vom Typ Mitsui-Burmeister & Wain 5S5MC erzeugt 12.300 kW Nennleistung, treibt einen Verstellpropeller an und verleiht dem Schiff eine Nenngeschwindigkeit von 18,5 kn. 
Das Schiff ist mit vier isolierten Laderäumen wie ein typisches Kühlschiff, allerdings ohne Zwischendecks mit hohen Laderäumen ausgestattet. In den Laderäumen befinden sich raumhohe Edelstahltanks zum Transport von konzentriertem Orangensaft, der bei der Temperatur von −10 °C gefahren wird. Die Tanks und Leitungen werden im leeren Zustand mit Stickstoff gefüllt und auch dann mit der Temperatur von −10 °C gefahren.
Das Deckshaus mit den Wohn- und Wirtschaftsräumen für die Besatzung, das Brückenhaus und der Maschinenraum befinden sich achtern, hier befindet sich auch das Freifallrettungsboot für 30 Personen.